# Río Bavispe
El río Bavispe es un río que se encuentra en el estado mexicano de Sonora, principalmente en el municipio de Bavispe, cercano al límite divisorio con el estado de Chihuahua, y corresponde a la cuenca hidrográfica del río Yaqui. Tiene una longitud de 371 km, con una pendiente media de 0.46%. Es administrado por el Organismo de Cuenca Noroeste.

## Historia
Históricamente, el valle del río Bavispe fue el escenario de muchos ataques de los apaches y sus escaramuzas con el ejército mexicano. Los misioneros jesuitas se establecieron en el curso superior del río Bavispe a principios de 1600.

## Hidrografía
El río Bavispe comprende una gran parte del norte de la cuenca del río Yaqui. El cauce principal del Bavispe comienza a la derecha de la Sierra Madre Occidental en la frontera de Chihuahua, al sureste de Huachinera, Sonora, y está formado por la confluencia de tres ríos en el bien llamado Tres Rios .El río Bavispe fluye al noroeste a través de zona montañosa hasta el extremo superior del amplio valle de Bavispe. Sigue esa tendencia hacia el norte hasta hacer una curva de 180 grados en torno al oeste de la Sierra del Tigre. En el extremo norte de la Sierra del Tigre, el Bavispe se une a Colonia Morelos, Sonora por las aguas del Río San Bernardino (que drenan el Valle de San Bernardino), cuyo nacimiento se encuentra en el sureste del Condado de Cochise, Arizona. A partir de esta confluencia, el río Bavispe gira hacia el sur por el suroeste y entra en el embalse La Angostura (Presa Lázaro Cárdenas), luego continúa 128.7 km más al sur hasta que se une con el Río Aros para formar el río Yaqui. El Yaqui desemboca en el Golfo de California en la ciudad portuaria de Guaymas, Sonora.